# Лапигуз
Лапигуз (пол. Łapiguz) — деревня в Замойском повете Люблинского воеводства Польши. Входит в состав гмины Замость. Находится примерно в 5 км к северу от центра города Замосць. По данным переписи 2011 года, в деревне проживало 437 человек.
В 1975—1998 годах деревня входила в состав Замойского воеводства.

## Население
Демографическая структура по состоянию на 31 марта 2011 года:
|         | Всего | До трудоспособного возраста | Трудоспособного возраста | Старше трудоспособного возраста |
| ------- | ----- | --------------------------- | ------------------------ | ------------------------------- |
| Мужчины | 207   | 47                          | 141                      | 19                              |
| Женщины | 230   | 48                          | 143                      | 39                              |
| Всего   | 437   | 95                          | 284                      | 58                              |